# Celtic Park (Derry)
Celtic Park è uno stadio nord-irlandese, della Gaelic Athletic Association, situato a Derry, capoluogo della contea di Londonderry.
Vanta una capienza di circa 22 000 posti ed ospita le gare casalinghe delle franchigie di hurling e calcio gaelico della contea, seppure alcune partite vengano disputate in stadi secondari della contea. Talvolta prendono vita partite tra squadre di club. Per esempio la finale di calcio gaelico della contea del 2008, che vide Ballinderry trionfare su Slaughtneil, si tenne proprio sul terreno di Celtic Park.

## Storia
Fu inizialmente utilizzato per la disputa delle gare della squadra di calcio Derry Celtic F.C. nel periodo in cui fece parte del Campionato nordirlandese di calcio (1910-1913).
La squadra di calcio ebbe negli anni trenta la possibilità di acquistare definitivamente il terreno di gioco, ma esitò, facendoselo soffiare dal Derry County Board, che l'avrebbe reso il più importante impianto della contea e uno dei principali dell'isola d'Irlanda.

## Ristrutturazione
I riflettori vennero aggiunti tra la fine del 2007 e l'inizio del 2008, rendendo possibili i match in notturna. Il primo incontro che sfruttò tale servizio fu quello del 2 febbraio 2008, del campionato nazionale di calcio gaelico, tra Derry e Mayo. Seppure la capienza ufficiale sia di 22000 posti, per ragioni di sicurezza è stata ridotta a 12000. Sono stati stanziati fondi, pari a 1.8 milioni £, per consentire la realizzazione di una tribuna con soli posti a sedere (circa 3600) sulla Lone Moor Road, che amplierebbe la capienza usufruibile, a 18000 posti.
Verranno aggiunti, inoltre, i tornelli, una sala stampa, un'area destinata alla polizia, una sala per gli steward; verranno migliorati i servizi igienici e quelli destinati ai disabili. Questi lavori, che dovrebbero trasformare lo stadio in uno dei migliori del paese, sono iniziati nel 2009, costringendo Derry GAA a disputare i propri match altrove.